# ビクトル・オードワン

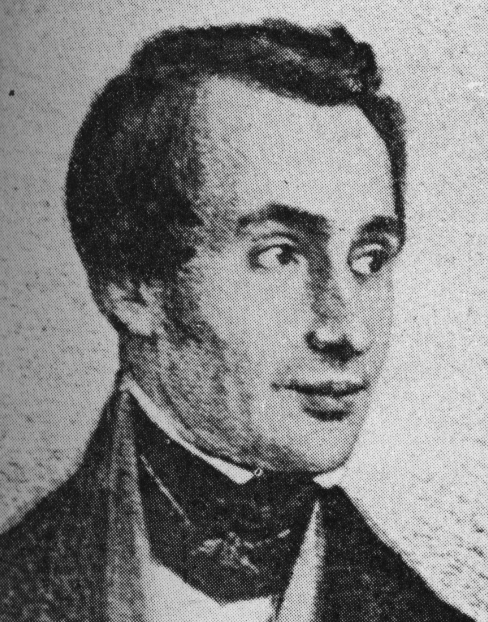
ビクトル・オードワン

ビクトル・オードワン（Jean Victoire Audouin、1797年4月27日 – 1841年11月9日）は、フランスの博物学者、昆虫学者、鳥類学者である。

## 生涯
パリで生まれた。両親は法律を学ぶことを望んだが、自然科学に見せられて、医学を学び、1826年に学位を得た。1824年にパリ自然史博物館の昆虫学の教授のピエール＝アンドレ・ラトレーユの助手として雇われた。1833年にラトレーユの没後、自然史博物館の昆虫学の教授の地位を継いだ。1838年にはフランス科学アカデミーの農業経済部門の会員に選ばれた。
オードワンの業績としては1826年から1829年の間、アンリ・ミルン＝エドワール（Henri Milne-Edwards）とフランスのノルマンディーやブルターニュの海岸で海洋生物の研究を行い、1832年に『フランスの海岸の自然誌』（"Histoire naturelle du littoral de la France."）を出版した。主著は『特定の蛾と害虫の自然史』（"l'Histoire des insectes nuisibles à la vigne et particulièrement de la Pyrale"）はオードワンの没後、ミルヌ＝エドワールとアドルフ・ブロンニャール、ジャン＝バティスト・デュマらによって完成された。オードワンはフランス昆虫学会の創立者の1人である。"Dictionnaire classique d'histoire naturelle"の著者の一人であり、ジュール＝セザール・サヴィニーの"de la Description de l'Égypte"の鳥類の部分を監修した。
鳥類のアカハシカモメ（Ichthyaetus audouinii）に献名されている。フランスでは昆虫の貯精嚢はcopulatrice d'Audouinと呼ばれている。

## 著書
- Histoire des insectes nuisibles à la vigne et particulièrement de la Pyrale qui dévaste les vignobles des départements de la Côte-d'Or, de Saône-et-Loire, du Rhône, de l'Hérault, des Pyrénées-Orientales, de la Haute-Garonne, de la Charente-Inférieure, de la Marne et de Seine-et-Oise, avec l'indication des moyens qu'on doit employer pour la combattre... Paris, Fortin, Masson, 1842